# Kyra Nagy
Kyra Nagy (* 29. Dezember 1977 in Budapest) ist eine ehemalige ungarische Tennisspielerin.

## Karriere
Nagy, die am liebsten auf Sandplätzen spielte, begann im Alter von sechs Jahren mit dem Tennis.
Sie gewann während ihrer Karriere 16 Einzel- und neun Doppeltitel des ITF Women’s Circuits.
Für ihr Geburtsland nahm sie zusammen mit Petra Mandula an den Olympischen Sommerspielen 2004 im Doppel teil. Sie verloren ihre Erstrundenpartie gegen das an Position 2 gesetzte spanische Team Conchita Martínez/Virginia Ruano Pascual mit 4:6 und 0:6.
Zwischen 2002 und 2007 spielte sie für die ungarische Fed-Cup-Mannschaft, für die sie sechs ihrer 16 Partien gewann.
Außerdem spielte sie auch einige Jahre in der Tennis-Bundesliga der Damen.
Einer ihrer Trainer war Otto Temesvari, der Vater von Andrea Temesvari. Heute ist sie selber Tennislehrerin in Dubai.

## Turniersiege

### Einzel
| Nr. | Datum          | Turnier               | Kategorie   | Belag             | Finalgegnerin        | Ergebnis      |
| --- | -------------- | --------------------- | ----------- | ----------------- | -------------------- | ------------- |
| 1.  | September 1997 | Madrid                | ITF $10.000 | Sand              | Nuria Montero        | 6:1, 6:0      |
| 2.  | April 1998     | Athen                 | ITF $10.000 | Sand              | Christína Papadáki   | 7:5, 2:6, 6:3 |
| 3.  | April 1998     | Dubai                 | ITF $25.000 | Hartplatz         | Wynne Prakusya       | 6:4, 6:1      |
| 4.  | November 1999  | Monterrey             | ITF $25.000 | Hartplatz         | Ansley Cargill       | 6:4, 6:2      |
| 5.  | November 1999  | Campos dos Goytacazes | ITF $10.000 | Sand              | Miriam D’Agostini    | 5:7, 6:3, 6:2 |
| 6.  | Juni 2000      | Guimarães             | ITF $25.000 | Hartplatz         | Bahia Mouhtassine    | 6:0, 5:7, 7:6 |
| 7.  | Juni 2000      | Lenzerheide           | ITF $25.000 | Sand              | Julija Wakulenko     | 6:2, 3:6, 7:6 |
| 8.  | Oktober 2001   | Joué-lès-Tours        | ITF $25.000 | Hartplatz (Halle) | Anne-Laure Heitz     | 1:6, 6:4, 6:0 |
| 9.  | Oktober 2003   | Jounieh               | ITF $25.000 | Sand              | Ana Timotić          | 6:1, 7:5      |
| 10. | November 2003  | Mexiko-Stadt          | ITF $10.000 | Hartplatz         | Melinda Czink        | 6:2, 6:3      |
| 11. | April 2006     | Poza Rica             | ITF $25.000 | Hartplatz         | Zsófia Gubacsi       | 6:4, 6:2      |
| 12. | Juni 2006      | Zagreb                | ITF $50.000 | Sand              | Tathiana Garbin      | 7:6, 3:6, 7:6 |
| 13. | Juli 2006      | Rom                   | ITF $25.000 | Sand              | Alizé Cornet         | 6:2, 6:7, 6:4 |
| 14. | Juni 2007      | Zagreb                | ITF $50.000 | Sand              | Ivana Lisjak         | 2:6, 7:6, 6:2 |
| 15. | Juni 2007      | Campobasso            | ITF $25.000 | Sand              | Christina Wheeler    | 6:2, 6:0      |
| 16. | Juli 2007      | Istanbul              | ITF $25.000 | Hartplatz         | Maria Fernanda Alves | 6:7, 7:5, 6:1 |

### Doppel
| Nr. | Datum          | Turnier   | Kategorie   | Belag     | Partnerin            | Finalgegnerinnen                            | Ergebnis      |
| --- | -------------- | --------- | ----------- | --------- | -------------------- | ------------------------------------------- | ------------- |
| 1.  | November 2002  | Kairo     | ITF $25.000 | Sand      | Maria Wolfbrandt     | Rushmi Chakravarthi Sai Jayalakshmy Jayaram | 6:2, 6:1      |
| 2.  | Juli 2003      | Innsbruck | ITF $50.000 | Sand      | Maria Wolfbrandt     | Melinda Czink Mara Santangelo               | 6:4, 4:6, 6:4 |
| 3.  | September 2003 | Jounieh   | ITF $25.000 | Sand      | Isabel Collischonn   | Antonia Matic Stefanie Weis                 | 6:4, 7:6      |
| 4.  | Oktober 2003   | Dubai     | ITF $75.000 | Hartplatz | Zsófia Gubacsi       | Flavia Pennetta Adriana Serra Zanetti       | 2:6, 6:2, 6:2 |
| 5.  | Juli 2004      | Toruń     | ITF $25.000 | Sand      | Gabriela Navrátilová | Angelique Kerber Marta Leśniak              | 6:4, 7:6      |
| 6.  | September 2004 | Sofia     | ITF $25.000 | Sand      | Virág Németh         | Gabriela Niculescu Sandra Záhlavová         | 2:6, 6:2, 7:5 |
| 7.  | September 2005 | Mestre    | ITF $25.000 | Sand      | Rita Kuti-Kis        | Elisa Balsamo Emily Stellato                | 7:5, 6:4      |
| 8.  | August 2007    | Coimbra   | ITF $25.000 | Hartplatz | Neuza Silva          | Magdalena Kiszczyńska Yanina Wickmayer      | 6:3, 3:6, 7:5 |
| 9.  | Mai 2008       | Florenz   | ITF $25.000 | Sand      | Valentina Sassi      | Xenija Palkina Martina Caciotti             | 6:2, 6:3      |

## Abschneiden bei Grand-Slam-Turnieren

### Einzel
| Turnier         | 2000 | 2005 | Karriere |
| --------------- | ---- | ---- | -------- |
| Australian Open | —    | —    | —        |
| French Open     | —    | —    | —        |
| Wimbledon       | —    | —    | —        |
| US Open         | 1    | 1    | 1        |

### Doppel
| Turnier         | 2004 | Karriere |
| --------------- | ---- | -------- |
| Australian Open | —    | —        |
| French Open     | 1    | 1        |
| Wimbledon       | 1    | 1        |
| US Open         | 1    | 1        |